# Gabinet w Kurzej Stopce na Wawelu
Gabinet – jedno z pomieszczeń tzw. Kurzej Stopki, będącej częścią Zamku Królewskiego na Wawelu, wchodzące w skład ekspozycji Prywatnych Apartamentów Królewskich. XIV-wieczną sale odnawiano kolejno w XVI i XVII w., a w okresie międzywojennym oklejono ściany XVIII-wiecznymi kurdybanami, a plafony wypełniono malowidłami Zygmunta Waliszewskiego. W sali zachowały się pierwotne portale i kominek, pochodzące z ok. 1600 r. Nieznane jest pierwotne przeznaczenie komnaty.
Na ścianach obrazy renesansowe, głównie francuskie, m.in. obraz ze sceną w nieznanym pałacu pędzla Flamanda L. de Caulery (w. XVI/XVII). Meble również francuskie z XVI stulecia (szafki, fotel tzw. caquetoire) oraz polski stół z XV w., a także szwajcarski zydel z 1673 r. (sygnowany Isaac Lis).